# Eubacterium contortum
Eubacterium contortum è una specie di batterio appartenente alla famiglia delle Eubacteriaceae.